# Jorge Bardanes
Jorge Bardanes (en griego: Γεώργιος Βαρδάνης: fallecido hacia 1240) fue un eclesiástico y teólogo bizantino de Atenas. Un alumno de Miguel Coniates, que luego se convirtió en obispo de Corfú y jugó un papel importante en la rivalidad entre la Iglesia epirota y el Patriarcado Ecuménico de Constantinopla, exiliado en el Imperio de Nicea.

## Biografía
Bardanes nació en Atenas a finales del siglo xii. Estuvo bajo la tutela del arzobispo de la ciudad, Miguel Coniates, bajo el cual recibió su educación.
Cuando Atenas fue capturada por los cruzados en 1205, Bardanes acompañó a su señor a su exilio en Ceos, actuando como su secretario (hipomnematógrafo y cartofilax). En 1214 se trasladó a la capital del Imperio latino, Constantinopla, para representar a Coniates en las discusiones entre los prelados griegos ortodoxos y el representante papal, el cardenal Pelagio Galvani. Para 1218 estaba sirviendo en el obispado de Grevená como cartofilax. Por esta época había establecido una amistad y correspondencia con otro clérigo prominente, el metropolitano de Naupacto Juan Apocauco, y por medio de la intercesión de este último, fue nombrado en 1219 como metropolitano de Corfú por el gobernante de Epiro, Teodoro Comneno Ducas. 
Desde esta posición Bardanes, junto con Apocauco y el arzobispo de Ohrid Demetrio Comateno, se convirtió en uno de los principales defensores de la independencia política y eclesiástica de Epiro del Imperio de Nicea, donde el exiliado Patriarca Ecuménico de Constantinopla residía después que la ciudad cayera ante los cruzados. En 1228, Bardanes escribió una carta del clero epirota al patriarca Germano II, que efectuó un cisma entre las dos Iglesias que duró hasta 1233, cuando Bardanes compuso nuevamente otra carta que la terminaba.
En 1235/1236, el gobernador de Tesalónica, Manuel Comneno Ducas, envió a Bardanes a Italia, como un enviado a Federico II Hohenstaufen y el Papa Gregorio IX, pero cayó enfermo en Otranto y fue incapaz de llevar a cabo su misión. Murió en hacia 1240.